# Ernst-Friedrich Pfeiffer
Ernst-Friedrich Pfeiffer (* 10. April 1922 in Frankfurt am Main; † 23. Januar 1997 in Ulm) war ein deutscher Hochschullehrer für Innere Medizin und Endokrinologie.

## Leben
Pfeiffer studierte Medizin an der Ludwig-Maximilians-Universität München, der Ruprecht-Karls-Universität Heidelberg und der Johann Wolfgang Goethe-Universität Frankfurt am Main. 1948 promovierte er zum Dr. med. Zwischenzeitlich war er als Soldat der Wehrmacht in Russland und Italien und auf Kreta. Die Weiterbildung zum Internisten durchlief er bei Franz Volhard und Ferdinand Hoff. Außerdem war er bei Willy Rubin in der Schweiz und bei George W. Thorn und Elliott P. Joslin an der Harvard Medical School.
1956 habilitierte er sich in Frankfurt. Nachdem er 1961 apl. Professor geworden war, erhielt er 1963 und 1966 Rufe auf Lehrstühle in New York City, Frankfurt am Main und Ulm. Von 1967 bis 1990 fungierte er als Abteilungsleiter für die Sektionen Innere Medizin, Endokrinologie, Stoffwechsel sowie Immunologie und Nephrologie am Universitätsklinikum Ulm. 1982 bis 1990 war er Direktor der Medizinischen Klinik und Poliklinik. In den 1970er Jahren war er zudem Vorsitzender des Klinikumvorstandes, von 1975 bis 1979 außerdem Dekan der klinisch-medizinischen Fakultät und Rektor der Universität.
Gastprofessor war er an der Universität Kairo (1961), der Université libre de Bruxelles (1965), der University of Cambridge (1970) und der Universität London (1973).
Aus Pfeiffers 1948 geschlossener Ehe gingen die Tochter Ulrike (* 1951) und der Sohn Andreas Pfeiffer (* 1953) hervor.

## Wissenschaftliches Wirken
Zu Pfeiffers Spezialgebieten gehörten der Wirkungsmechanismus oraler Antidiabetika, autoimmunologische (rheumatische) Nierenerkrankungen sowie die Funktion von Hypophysen- und Nebennierenrinde. Internationale Beachtung erwarb er sich nicht zuletzt mit Forschungsarbeiten zur Entwicklung einer künstlichen endokrinen Bauchspeicheldrüse, die er Ulmer Zuckeruhr nannte.
Pfeiffer war Herausgeber und Chefredakteur internationaler Zeitschriften für Endokrinologie und Diabetes, Mitglied der verschiedenster Herausgeberkollegien deutscher und internationaler Zeitschriften und Herausgeber des Ersten Internationalen Handbuchs des Diabetes mellitus. Sein wissenschaftliches Wirken fand in über 500 Publikationen Niederschlag.
Die Deutsche Diabetes-Gesellschaft (DDG) vergibt seit 1998 den Ernst-Pfeiffer-Preis für herausragende Forschungsarbeiten zum Typ-1-Diabetes.
1986 gründete er das gemeinnützige Institut für Diabetes-Technologie (IDT) an der Universität Ulm. Hier entwickelte er die Ulmer Zuckeruhr. Auch das 1990 gegründete Netzwerk „Diabetes-Zentrum Ulm“ geht auf Pfeiffer zurück.

## Auszeichnungen
- Ehrendoktor der Nationalen und Kapodistrias-Universität Athen
- Ehrendoktor der Universität Kairo
- Ehrendoktor der Johann Wolfgang Goethe-Universität Frankfurt am Main
- Ehrenprofessor der Universidad Nacional Mayor de San Marcos
- Royal Society of Medicine (1965)
- New York Academy of Sciences (1966)
- Académie royale de médecine de Belgique (1983)
- Verdienstorden der Bundesrepublik Deutschland, Verdienstkreuz 1. Klasse (1983)
- Ehrenbürger der Universität Ulm (1992)[4]

## Veröffentlichungen (Auswahl)
- mit Horst L. Fehm und K. H. Voigt: Problems and artefacts in ACTH assay. In: Metab Res. Band 4, 1972, S. 477.